# Stadthalle Dillingen/Saar

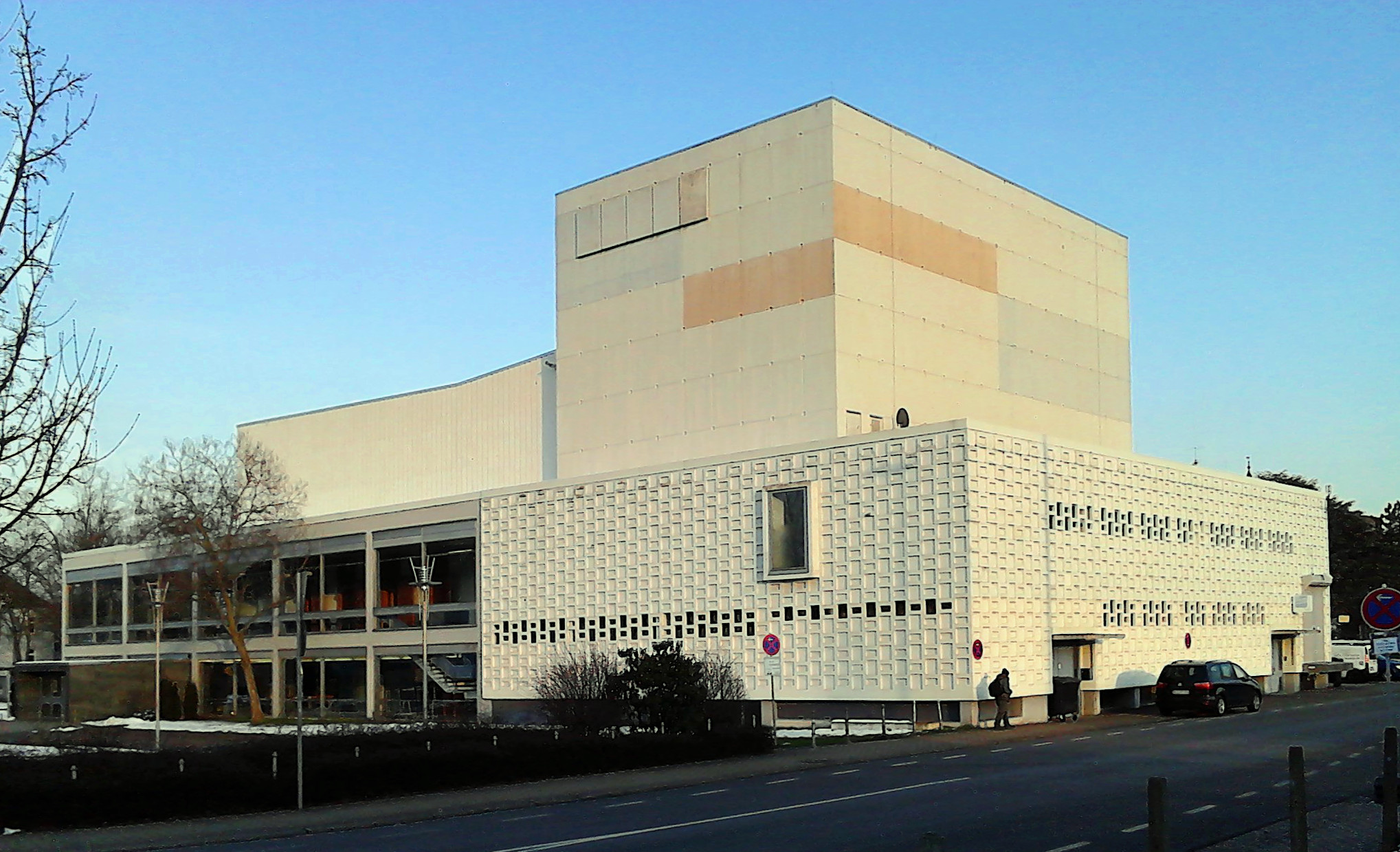
Blick von Nordwesten

Die Stadthalle ist ein Kongress- und Kulturzentrum in Dillingen im Saarland. Sie bietet einen großen Theatersaal, einen Gesellschaftsraum, zwei Foyers, ein Bistro und einige Nebenräume.

## Geschichte
Bis zum Bau der Stadthalle fand das kulturelle Leben in den Sälen verschiedener Gasthäuser statt. Erst 1953 stand nach dem Bau des staatlichen Realgymnasiums mit dessen Aula für die folgenden neun Jahre ein entsprechender Saal für bescheidene Ansprüche zur Verfügung. Infolge eines 1957 gestellten Antrags im Stadtrat wurde der Beschluss zum Bau einer eigenen Stadthalle im Stadtpark gefasst.
Es wurde ein Architektenwettbewerb durchgeführt, den Vorsitz im Preigericht hatte dabei der im „Dritten Reich“ im Stab von Albert Speer tätige Architekt Herbert Rimpl inne. Den ersten Preis erhielt der Entwurf der Arbeitsgemeinschaft der Architekten Kurt Baldauf, Klaus Hoffmann und Erwin Klein. Das Richtfest fand am 2. August 1959 statt. Die Baukosten betrugen fünf Millionen DM.

## Funktionalität
Die Zielvorgabe war die Realisierung einer Mehrzweckhalle. Das wurde unter anderem durch den 400 m² messenden schwenkbaren Boden erreicht. Damit lässt sich der Saal sowohl für Tischveranstaltungen als auch für Theateraufführungen nutzen. Der hintere Teil kann mittels einer Hydraulik um einen Meter angehoben werden. Dabei wird der vordere Teil um einen halben Meter abgesenkt. Die Drehachse wurde so positioniert, dass für die Manipulation des Bodens von 200 Tonnen lediglich 42 Tonnen benötigt werden. Die Vollbühne ist 22 Meter breit, 12,5 Meter tief und hat eine Höhe von 16 Metern. Zur Ausstattung gehören Orchestergraben, Rundhorizont, Beleuchterbrücke, Schnürböden mit 15 Prospektzügen sowie Sicherheitseinrichtungen wie Eiserner Vorhang und Sprühflutanlage. Der 60 Musiker fassende Orchestergraben lässt sich hydraulisch auf Saalniveau anheben und stellt durch die damit erreichte Integration in den Saal weitere 50 Sitzplätze zur Verfügung. Die bauakustische Planung wurde von Dr.-Ing. habil. W. Zeller aus Stuttgart durchgeführt.

## Architektur
Foyer, Saal und Restaurationsbetrieb liegen auf einer Ebene.
Die von Blasius Spreng gestaltete Stirnwand ist mit der Technik der Enkaustik umgesetzt. Die Halle steht seit 2011 unter Denkmalschutz.

## Aufnahme des Theaterbetriebs
Am 30. November 1962 wurde der Theaterbetrieb mit der musikalischen Komödie Feuerwerk von Paul Burkhard unter der Regie von Erik Ode aufgenommen. Das Bühnenbild wurde von Jan Schlubach gestaltet. Zu den Darstellern gehörten Blanche Aubry, Karl Schönböck, Christian Wolff, Hilde Sessak, Dorothea Wieck, Brigitte Mira und Benno Hoffmann.
Der offizielle Festakt fand am folgenden Tag statt. Zu den Festrednern gehörte der damalige Ministerpräsident Franz-Josef Röder.

## Belege
1. ↑  Denkmalliste des Saarlandes: Teildenkmalliste Landkreis Saarlouis (PDF-Datei; 1,2 MB)